# Моріс Ефруссі
Моріс Ефруссі (нар. 18 листопада 1849, Одеса Російська імперія — 29 жовтня 1916, Париж Франція) — французький банкір та кіннозаводчик. Походив з єврейської банкірської династії Ефруссі. Був одружений з Беатріс де Ротшильд, дочкою знаменитого банкіра Альфонса Джеймса де Ротшильда.

## Життєпис
Моріс Ефруссі походив з багатої єврейської родини, яка переїхала з Одеси до Парижа. Він займався нафтовим бізнесом в Баку. Він також брав участь у заснуванні банку «Ephrussi» в Парижі.